# De dode die nog even terug mocht
De dode die nog even terug mocht is een volksverhaal uit Marokko.

## Het verhaal
Een rijke man is erg gierig, hij spaart zijn hele leven geld. Als hij sterft komt hij in een vertrek met twee ramen. Door één raam is het paradijs te zien en vanuit het andere de hel. Normaal gesproken is de kamer gevuld met voedsel, maar de man komt in een leeg vertrek. De man roept een engel en vraagt waarom hij zo behandeld wordt? De engel legt uit dat de man in zijn leven geen voorraad heeft aangelegd, waarna de man om nog een maand leven vraagt.
De man mag nog een maand terug naar de aarde en niemand verheugt zich over zijn terugkeer. De man verzamelt alle voedsel en laat zijn dienstbode koekjes bakken. De koekjes branden aan en de man moppert. Na een maand klopt een bedelaar aan zijn deur. De man geeft de bedelaar verbrande koekjes, sterft later en komt weer in de kamer terecht. Hij vindt daar alleen het verbrande koekje dat hij aan de bedelaar gegeven heeft.